# Hyposidra kala
Hyposidra kala là một loài bướm đêm trong họ Geometridae.